# Lista de episódios de Bungo Stray Dogs
Bungo Stray Dogs recebeu sua primeira adaptação para anime em 2016 pelo estúdio Bones contendo 12 episódios de aproximadamente 23 minutos. Nos anos seguintes, foram produzidas sequências do anime incluindo versões para OVA (Original Video Animation) e filme.
Foram produzidas até 2020 um total de (03) três temporadas de (12) doze episódios cada com duração de aproximadamente (23) vinte e três minutos.
Licenciado pela empresa Crunchyroll, o anime foi transmitido via seu serviço de streaming com legendas em português e, posteriormente, na versão dublada. Em agosto de 2018, a emissora Rede Brasil traz a série para o canal aberto brasileiro. De 14 de Janeiro de 2021 até 17 de fevereiro, o anime foi exibido dublado no bloco Mais Geek do canal de TV Loading.

## Anime

### Temporada 1
| Núm. | Episódios | Exibição original   | Exibição lusófona      |
| --- | --- | ------------------- | ---------------------- |
| 01 | "A Fortuna é Imprevisível e Mutável." "Jinsei Banji Saiō ga Tora. (人生万事塞翁が虎)" | 7 de abril de 2016  | 10 de agosto de 2018   |
| Um jovem se encontra morrendo de fome após ter sido expulso de um orfanato. | |                     |                        |
| 02 | "Uma Certa Bomba." "Aru Bakudan (或る爆弾)" | 14 de abril de 2016 | 17 de agosto de 2018   |
| Apesar de se juntar à Agência de Detetives Armados, Nakajima não acredita lhes ser útil. No momento em que ele está prestes a anunciar sua despedida da agência, um homem-bomba a invade e toma um dos funcionários como refém! | |                     |                        |
| 03 | "Paraíso Gângster Yokohama." "Yokohama Gyangusuta Paradaisu (ヨコハマ ギャングスタア パラダヰス)" | 21 de abril de 2016 | 24 de agosto de 2018   |
| A cidade é controlada por uma máfia e a agência dos detetives é peixe pequeno perto dela. | |                     |                        |
| 04 | "A Tragédia do Fatalista." "Unmeironsha no Himi. (運命論者の悲み)" | 28 de abril de 2016 | 31 de agosto de 2018   |
| Após a abordagem da máfia, Atsushi toma uma decisão e mal sabe ele o que o espera. | |                     |                        |
| 05 | "Assassinato na Rua D." "Murder on D Street" | 5 de maio de 2016   | 7 de setembro de 2018  |
| Figuras com e sem poderes habitam a agência e o novo funcionário dela não para de se espantar com elas. | |                     |                        |
| 06 | "O mensageiro azul." "Ao no Shito. (蒼の使徒)" | 12 de maio de 2016  | 14 de setembro de 2018 |
| Uma dupla de investigadores levam Atsushi junto a uma caso para ensiná-lo um pouco mais da arte da investigação. | |                     |                        |
| 07 | "O amor pelas enfermidades dos ideais." "Risō to Iu Yamai wo Aisu. (理想という病を愛す)" | 19 de maio de 2016  | 21 de setembro de 2018 |
| O taxista foi pego, porém mal sabem eles que ele faz parte de algo muito maior. | |                     |                        |
| 08 | "Ensine-os a matar e, em seguida, a morrer." "Hito wo Koroshite Shine yo tote. (人を殺して死ねよとて)" | 26 de maio de 2016  | 28 de setembro de 2018 |
| O Atsushi descobre o há de tão temido da Dr.a Yosano. | |                     |                        |
| 09 | "Ensine-os a matar e, em seguida, a morrer." "Utsukushiki Hito wa Sabi to Shite Sekizō no Gotoku. (うつくしき人は寂として石像の如く)"                                                                                        | 2 de junho de 2016  | 5 de outubro de 2018   |
| Após desvendar o mistério daquela jovem, Atsushi e a agência são pegos desprevenidos por uma uma nova manobra da máfia. | |                     |                        |
| 10 | "Rashoumon e Tigre." "Rashōmon to Tora. (羅生門と虎)" | 9 de junho de 2016  | 12 de outubro de 2018  |
| Uma batalha intensa se dá quando Atsushi se vê forçado a defender a sua recém conhecida, enquanto a agência corre atrás dele.                                                                                                   | |                     |                        |
| 11 | "“Primeiro, uma profissão imprópria para ela; segundo, uma agência de detetives estática”" "Sono Ichi, "Kanojo ni Mukanai Shokugyō". Sono Ni, "Uchōten Tanteisha" (其の一『彼女には向かない職業』。 其の二『有頂天探偵社』)" | 16 de junho de 2016 | 19 de outubro de 2018  |
| A tensão começa a aumentar dentro da própria máfia em virtude da situação de Akutagawa. | |                     |                        |
| 12 | "Induzidos incessantemente ao passado" "Taemanaku Kako e Oshimodosare nagara (たえまなく過去へ押し戻されながら)" | 23 de junho de 2016 | 26 de outubro de 2018  |
| Com a chegada d'A Guilda, mais uma organização a somar com a Máfia e a Agência, todos ficam em estado de pânico. | |                     |                        |

### Temporada 2
| Núm. | Episódios | Exibição original      | Exibição lusófona      |
| --- | --- | ---------------------- | ---------------------- |
| 13 | "Idade das Trevas" "Kuro no Jidai (黒の時代)" | 6 de outubro de 2016   | 30 de novembro de 2018 |
| Um grupo de amigos na sua roda de bar têm os seus encontros interrompidos por uma organização. Dazai sai em busca deles e do seu objetivo.                                                                     | |                        |                        |
| 14 | "Sem para onde voltar" "Modorenai Basho (戻れない場所)" | 13 de outubro de 2016  | 30 de novembro de 2018 |
| A história dos três amigos de bar chega ao seu desfecho. A Máfia do Porto finalmente experimenta um pouco do que é a Mímico.                                                                                   | |                        |                        |
| 15 | "Um dia, num lugar com vista para o mar" "Itsuka Umi no Mieru Heya de (いつか海の見える部屋で)"                                                                                     | 20 de outubro de 2016  | 30 de novembro de 2018 |
| Mais uma organização além da Mímico e da Máfia do Porto parece estar em cena. Dazai sabe dela e junto de Odasaku saem à noite à procura de mais informações acerca dela.                                       | |                        |                        |
| 16 | "Cães sem dono" "Bungō Sutorei Doggusu (文豪ストレイドッグス)" | 27 de outubro de 2016  | 30 de novembro de 2018 |
| Chega-se ao desfecho da briga das três organizações. Dazai finalmente descobre o segredo por trás de tudo. | |                        |                        |
| 17 | "Embate de três organizações" "San Shakyōgō (社競合)" | 3 de novembro de 2016  | 4 de dezembro de 2018  |
| Atsushi dá um trabalho para Kyouka com esperanças de fazê-la se encaixar mais à nova vida, porém o embate entre a Máfia do Porto e a agência se acirra com a nova organização estrangeira em terras japonesas. | |                        |                        |
| 18 | "Conflito de estratégia" "Funsō no Senryaku (紛争の戦略)" | 10 de novembro de 2016 | 6 de dezembro de 2018  |
| Mais ativos do que nunca, a Máfia do Porto parte para a ofensiva sordida e sorrateiramente. O que será d'A Guilda e da Agência dos Detetives Armados?                                                          | |                        |                        |
| 19 | "A vontade do taikun" "Wiru Obu Taikūn (ウィル・オブ・タイクーン)" | 17 de novembro de 2016 | 9 de dezembro de 2018  |
| Integrantes d'A Guilda perseguem o pessoal da agência, que corre contra o tempo para resgatar os seus. Já a Máfia do Porto segue confiante na sua estratégia.                                                  | |                        |                        |
| 20 | "Embora a mente possa se enganar" "Atama wa Machigau Koto ga Atte mo (頭は間違うことがあっても)"                                                                                    | 24 de novembro de 2016 | 12 de dezembro de 2018 |
| Atsushi descobre o plano d'A Guilda para dar conta tanto da agência quanto da Máfia do Porto, porém se vê impedido de agir.                                                                                    | |                        |                        |
| 21 | "Dupla" "Sōtsu no Kuro (双つの黒)" | 1 de dezembro de 2016  | 14 de dezembro de 2018 |
| A ideia de Atsushi é acolhida pelo presidente da agência e uma reunião é marcada com a Máfia do Porto. Enquanto isto, porém, A Guilda não dá sinais de trégua.                                                 | |                        |                        |
| 22 | "Poe e Rampo / Moby Dick, o Nado no Céu" ""Sono Ichi: Poo to Ranpo / Sono Ni: Ten no Umi o Yuku Shiro Kujira no Ari te" (其の一『ポオと乱歩』/ 其の二『天の海をゆく白鯨のありて』)" | 8 de dezembro de 2016  | 16 de dezembro de 2018 |
| Rampo depara-se com um antigo rival e tem um confronto com ele, enquanto Atsushi e Dazai lidam com o Moby Dick, o veículo aéreo d'A Guilda.                                                                    | |                        |                        |
| 23 | "Rashoumon, o tigre e o último imperador" "Rashōmon to Tora to Saigo no Taikun (羅生門と虎と最後の大君)"                                                                            | 15 de dezembro de 2016 | 23 de dezembro de 2018 |
| Atsushi corre desesperadamente atrás do terminal de controle da "baleia", do Moby Dick, para impedir a sua queda e destruição da cidade.                                                                       | |                        |                        |
| 24 | "Se eu puder me livrar do meu fardo" "Moshi Kyō Kono Nimotsu o Oroshi te Yoi no nara (若し今日この荷物を降ろして善いのなら)"                                                        | 22 de dezembro de 2016 | 30 de dezembro de 2018 |
| Unidos, Akutagawa e Atsushi se veem perante o líder d'A Guilda sobre o Mob Dick em uma última luta de vida ou de morte.                                                                                        | |                        |                        |
| OVA | "Hitori Ayumu (ひとりあゆむ)" | 4 de agosto de 2017    | 30 de dezembro de 2018 |
| Uma ameaça acaba por impedir a agenda de compromissos de Kunikida de ser cumprida enquanto ocorre uma crise de liderança na agência dos detetives.                                                             | |                        |                        |

### Temporada 3
| Núm. | Episódios | Exibição original   | Exibição lusófona   |
| --- | --- | ------------------- | ------------------- |
| 26 | "Dazai, Chuuya, 15 anos de idade" "Dazai, Chūya, Jūgo-Sai (太宰、中也、十五歳)"                                          | 12 de abril de 2019 | 12 de abril de 2019 |
| Mesmo com pouca idade, Dazai é reconhecido por Mori como um aliado precioso, dando a ele funções importantes, mas também perigosas. | |                     |                     |
| 27 | "O deus do fogo" "Aragami wa Ima (荒神は今)"                                                                             | 19 de abril de 2019 | 19 de abril de 2019 |
| Dazai e Chuuya se juntam para desvendar o mistério do aparecimento do antigo chefe da Máfia do Porto, que deveria estar morto, e a relação dessa aparição com os rumores de um deus do fogo chamado Arahabaki.                                                              | |                     |                     |
| 28 | "Apenas diamantes podem polir outros diamantes" "Daiya wa Daiya-de Shika (ダイヤはダイヤでしか)"                         | 26 de abril de 2019 | 26 de abril de 2019 |
| Chuuya quer descobrir pistas sobre o seu passado, para isso se envolve no caso da aparição do suposto deus do fogo, chamado Arabahaki, que coincide com a época que perdeu a memória, 8 anos atrás.                                                                         | |                     |                     |
| 29 | "Meus maus atos são obra de Deus" "Toga Ataeru wa Kami no Gō (咎与うるは神の業)"                                         | 3 de maio de 2019   | 3 de maio de 2019   |
| Dizem que Fyodor tem uma habilidade muito perigosa, que controla sua mente. Sendo ele chefe de uma organização e indicado como responsável pela destruição da Moby Dick, isso atraiu a atenção de um dos executivos da Máfia do Porto.                                      | |                     |                     |
| 30 | "Tapa na Vara & Vício" "Slap the Stick ＆ Addict"                                                                        | 10 de maio de 2019  | 10 de maio de 2019  |
| Uma das atividades diárias dos membros da Agência de Detetives Armados é frequentar um café que fica no mesmo prédio onde trabalham. O que acontece se esse lugar tão amado sofre um ataque?                                                                                | |                     |                     |
| 31 | "Herurisu! / Um retrato do pai" "Sono Ichi 'Herurisu!' Sono Ni 'Chichi no Shōzō (其の一「ヘルリス！」 其の二「父の肖像)" | 17 de maio de 2019  | 17 de maio de 2019  |
| O reencontro com Lucy deixa o ar tenso para Atsushi, apesar dele não se lembrar do que fez para ganhar o rancor da moça. Dias depois o tigromem vai ter outro reencontro, de uma maneira totalmente inesperada.                                                             | |                     |                     |
| 32 | "Fitzgerald emergindo" "Fittsujerarudo・Raijingu (フィッツジェラルド・ライジング)"                                       | 24 de maio de 2019  | 24 de maio de 2019  |
| Uma garota percorre os becos de um local que aparenta ser bastante perigoso, mas ela está decidida a encontrar uma certa pessoa que fará a sua vida voltar a ser como era e como ela apreciava.                                                                             | |                     |                     |
| 33 | "Assassino Mascarado" "Kamen no Ansatsusha (仮面ノ暗殺者)"                                                               | 31 de maio de 2019  | 31 de maio de 2019  |
| Um incidente envolvendo o presidente da Agência de Detetives Armados foi parte de uma onda de ataques contra espers na cidade. Mas dessa vez a sobrevivência de uma das vítimas envolvidas poderá definir a existência de somente uma de duas grandes organizações.         | |                     |                     |
| 34 | "Canibalismo (Parte 1)" "Tomogui (Sono Ichi) (共喰い(其の一))"                                                           | 7 de junho de 2019  | 7 de junho de 2019  |
| Na tentativa de fazer o presidente da Agência de Detetives Armados escapar, todos criam um plano para ganhar tempo. Enquanto isso, Atsushi e Kunikida estão atrás do autor do veneno que está matando os líderes das duas grandes organizações de Yokohama.                 | |                     |                     |
| 35 | "Canibalismo (Parte 2)" "Tomogui (Sono Ni) (共喰い(其の二))"                                                             | 14 de junho de 2019 | 14 de junho de 2019 |
| Atsushi e seus companheiros da Agência de Detetives estão ficando sem tempo com o avanço inimigo e precisam tomar decisões que podem ir contra a vontade do presidente da agência que segue inconsciente.                                                                   | |                     |                     |
| 36 | "Canibalismo (Parte 3)" "Tomogui (Sono San) (共喰い(其の三))"                                                            | 21 de junho de 2019 | 21 de junho de 2019 |
| Para conseguir salvar os líderes das suas organizações, até pessoas que dificilmente juntariam forças deixam de lado a rivalidade para um objetivo em comum. Assim como o aparecimento de outras pessoas que além de misteriosas podem impor a ordem nesse momento de caos. | |                     |                     |
| 37 | "Eco" "Ekō (回向(ECHO))"                                                                                                 | 28 de junho de 2019 | 28 de junho de 2019 |
| O responsável pelo vírus foge, logo após ser descoberto. Apesar de relutantes, Atsushi e Akutagawa juntam forças para enfrentar um oponente poderoso que se colocou no caminho deles durante a perseguição.                                                                 | |                     |                     |

## Filme
| Núm.  | Filme                                                                                                | Exibição original  | Exibição lusófona    |
| ----- | --- | ------------------ | -------------------- |
| Filme | "Bungou Stray Dogs: Dead Apple" "文豪ストレイドッグス DEAD APPLE (Bungō Sutorei Doggusu DEAD APPLE)" | 3 de março de 2018 | 25 de agosto de 2018 |